# Maison à pans de bois (Lent)
La maison à pans de bois est une maison du XVIe siècle, située à Lent dans le département de l'Ain, en France.

## Protection
La maison fait l’objet d’une inscription partielle (façades et toitures) au titre des monuments historiques depuis le 17 septembre 1937. 